# Héros d'Arles
Héros d’Arles ( ?-ap.420) fut archevêque d’Arles (408-411).

## Biographie

### Installation sur le siège archiépiscopal d’Arles

#### Usurpation de Constantin III
En 407, les troupes d'occupation romaines en Angleterre élisent comme empereur leur général en chef qui prend le nom de Constantin III. Constantin III passe à Trèves et à Lyon pendant l'été 407, puis marche sur Arles à la fin de cette même année, ou au début de 408. Il y entre et s'y installe comme empereur.

#### Installation des premiers moines évêques en Provence
Il place alors sur les sièges épiscopaux de la région des hommes à lui, Lazare à Aix et Héros à Arles. Ce sont les premiers moines évêques de l’épiscopat provençal. 
Originaires de Touraine, Héros et Lazare sont des disciples de saint Martin. Si à Arles, cette prise de fonction semble s’être déroulée sans violence, tel n’est pas le cas à Aix, où le sang coule dans la cathédrale. Héros et Lazarus sont aussi des proches de l’évêque de Marseille, Proculus.

### Son éviction
En 411, quand Constantin est assiégé dans la cité par Constance le général de l’empereur Honorius, Héros ne peut, ou ne veut, sacrifier Constantin lorsque la ville est livrée à la fin de l’été après un siège de plusieurs mois. Constantin abandonné par les arlésiens essaye de négocier sa vie sauve. Et en dépit des serments de Constance il n'est pas rassuré. Héros lui donne alors la protection de l’asile religieux et pour plus de sécurité, l’évêque d’Arles l’ordonne prêtre. Toutefois, ces précautions ne suffisent pas : Constantin est arraché de l’autel, et peu de jours après, sa tête expédiée à l'empereur légitime de Ravenne. Quant à Héros, il est expulsé purement et simplement par la population. Son collègue d’Aix Lazarus est évincé par le même procédé. À Arles, Héros est aussitôt remplacé par une créature de Constance, Patrocle.

### Son périple en Palestine
Chassés d’Arles et d’Aix, les deux évêques partent en Palestine où ils poursuivent Pélage lors de la crise du pélagianisme. Pélage avait trouvé en Palestine un excellent accueil, notamment auprès de Jean, l'évêque de Jérusalem.  Mais Héros et Lazarus ainsi qu'Orose, qu'Augustin avait chargé d'une mission auprès de Jérôme, l'accusent d'hérésie, lui reprochant principalement d'avoir enseigné qu'il était possible à l'humain de vivre sans péché, et d'observer, avec sa seule force, les commandements de Dieu. Après le concile de Jérusalem (414) où ses adversaires ne peuvent obtenir la  condamnation de Pélage, Orose obtient que l'affaire soit déférée à l'évêque de Rome. En Orient, Héros et Lazarus s'obstinent et produisent contre Pélage douze chefs d'accusation qui sont produits la même année devant un concile tenu à Diospolis (anciennement Lydda) et présidé par Euloge, évêque de Césarée.  N’étant pas présents, Héros et Lazare (maladie de Lazare) ne peuvent démontrer l’hérésie de Pélage.

### Les dernières années
Les dernières années d'Héros sont moins connues. On suppose qu'à l’instar de Lazarus il revient vers 415-417 en Provence.  Lors de ce voyage de retour, Jean Cassien les aurait accompagnés. L'abbé Bonnemant suppose qu'il meurt à Avignon.
La Gallia Christiana novissima signale son épitaphe et qu’il ne serait pas mort avant 420. L'Histoire littéraire de la France lui consacre un chapitre.